# FGF23
Il fattore di crescita dei fibroblasti 23 o FGF23 (dall'inglese Fibroblast Growth Factor 23) è una proteina che nell'uomo è codificata dal gene FGF23.
L'FGF23 appartiene alla famiglia dei fattori di crescita dei fibroblasti, coinvolta nel metabolismo dei fosfati.

## Funzione
Secondo gli studi effettuati finora, la funzione principale di FGF23 è regolare la concentrazione dei fosfati nel plasma. Il fattore di crescita è secreto da osteoblasti e osteoclasti in risposta ad aumentate concentrazioni plasmatiche di vitamina D. Esso agisce sui reni riducendo l'espressione di NPT2, un cotrasportatore sodio-fosfato localizzato nel tubulo prossimale. In questo modo FGF23 riduce il riassorbimento tubulare dei fosfati, aumentandone l'escrezione urinaria.
Nelle persone affette da malattia renale cronica, poiché i meccanismi di escrezione dei fosfati sono compromessi, si instaura una progressiva tendenza all'aumento della concentrazione dei fosfati nel sangue (iperfosfatemia). Questo è uno stimolo per la produzione di FGF23, che agisce a livello renale inibendo l'enzima 1-alfa-idrossilasi e quindi riducendo la produzione di vitamina D attiva (calcitriolo). Ciò porta a riduzione dell'assorbimento di calcio nell'intestino e del riassorbimento di questo elemento dal tessuto osseo, determinando complessivamente una riduzione della concentrazione di calcio nel sangue. Al tempo stesso FGF23 agirebbe sulle paratiroidi riducendo la produzione di paratormone e l'iperplasia delle cellule che lo compongono, in un complesso meccanismo di autoregolazione.

## Significato clinico
Il gene FGF23 è localizzato sul cromosoma 12 ed è formato da tre esoni. Alcune mutazioni di questo gene possono rendere la proteina prodotta resistente alla proteolisi, prolungandone l'attività. Questo porta ad un'ingente perdita renale di fosfati con conseguenti anomalie della mineralizzazione ossea, come avviene nel rachitismo ipofosfatemico autosomico dominante. FGF23 è inoltre prodotto in quantità anomale da alcuni tumori, come il tumore mesenchimale fosfaturico. Si tratta di un tumore benigno di origine mesenchimale che si manifesta con osteomalacia, in questo caso un esempio di sindrome paraneoplastica.
Al contrario, si ritiene che la perdita di attività del gene porti ad aumento dei livelli di fosfato nel sangue e ad una sindrome clinica caratterizzata da calcinosi. Il gene FGF23 è stato identificato per la prima volta proprio in base alle mutazioni associate al rachitismo ipofosfatemico dominante.
Prima che l'FGF23 fosse scoperto, nel 2000, si era già ipotizzata l'esistenza di una proteina che svolgesse le stesse funzioni. Tale ipotetica proteina era stata denominata "fosfatonina".